# Гузан Роман
о. Роман Гузан  (18 жовтня 1910, Верб'ятин, Бучацький повіт, Австро-Угорщина — 11 серпня 1992, Надвірна, Івано-Франківська область) — український греко-католицький священик, педагог, в'язень ГУЛАГу.

## Життєпис
Народився 18 жовтня 1910 року в селі Верб'ятин на Тернопільщині в селянській родині Миколи і Теклі Гузанів. Рано осиротів, виховувався в сиротинцях, що не  завадило йому без жодної матеріальної підтримки здобути освіту в українській гімназії в Станиславові у 1932 році. Тоді ж вступив до місцевої греко-католицької духовної семінарії. Невдовзі після її закінчення 1 червня 1936 року був рукоположений у священники єпископом Іваном Лятишевським.
Священничу працю розпочав у Нижневі, згодом служив у Тудорові, Ковалівці, Надвірній і Делятині. Отець Роман був відомий змістовними проповідями, працею з молоддю, церковними хорами та організацією духовного життя.
У часи встановлення нових радянських порядків не визнав рішень Львівського собору про так зване «возз’єднання» УГКЦ з РПЦ, за що був владою переслідуваний. Впродовж 1950–1956 років перебував на засланні в Хабаровському краї, де, попри важку фізичну працю і хвороби, продовжував відправляти богослужіння та вести пастирське служіння в підпіллі. Після повернення з неволі на Прикарпаття вимушено працював у світській сфері – спочатку будівельником, а пізніше здобув фах бухгалтера. Водночас активно включився в діяльність катакомбної УГКЦ.
У підпіллі служив в Івано-Франківську, Калуші, Долині, Тисмениці, Стрию, Бучачі, Надвірній, Делятині, викладав у підпільній семінарії в Дорі. Ретельно вів хроніку катакомбної Церкви, збирав фольклор і церковні пісні. Жив скромно та вів аскетичний спосіб життя. 
Помер 11 серпня 1992 року в Надвірній. Похоронний церемоніал пройшов за участі єпископів Софрона Дмитерка та Павла Василика.